# عدنان الزبيدي
عدنان عبد اللطيف أحمد الزبيدي (أبو يزن؛ 25 أكتوبر 1951 – 4 أبريل 2007) فنان تشكيلي فلسطيني، ولد في مدينة طولكرم الفلسطينية، يعد من رواد الحركة التشكيلية الفلسطينية، وأحد أبرز الفنانين التشكيليين، وقد عرضت لوحاته حول العالم، وهو حاصل على عدد من الجوائز المحلية والدولية.

## نشأته وتحصيله العلمي
ولد الفنان عدنان عبد اللطيف أحمد الزبيدي في مدينة طولكرم بالضفة الغربية بتاريخ 25 أكتوبر 1951، تلقى تعليمه الابتدائي والإعدادي والثانوي في مدارس مدينته طولكرم، وحصل على الإجازة الجامعية في الأدب العربي من جامعة بيروت العربية عام 1977.

## حياته العملية وأعماله
- عمل محاضرًا للفن في العديد من الجامعات والكليات، منها جامعة بيت لحم، وكليات المجتمع في رام الله.[3]
- شارك في جميع معارض رابطة الفنانين التشكيليين في الضفة الغربية وقطاع غزة والقدس والداخل الفلسطيني.[2]
- عمل مصممًا ورسامًا للكاريكاتير في مجلة الشراع خلال 1980-1982.[7]
- عضو الهيئة الإدارية لرابطة التشكيليين منذ عام 1980 وحتى 1997.[2]
- شارك في رسم جداريات في القدس ورام الله خلال الانتفاضة الأولى.[7]
- مؤسس مجموعة يابوس التشكيلية.[5]
- عمل منسقًا للعديد من مسابقات الرسم والتصوير في «مشروع بيت لحم 2000».[7]
- عمل منسقًا لمسابقات الرسم مع جمعية الهلال الأحمر الفلسطينية عام 2001.
- عمل فنانًا لرسوم الأطفال مع مؤسسة آفاق الفرنسية، واختتمها بمعرض في مركز السلام عام 2002.[3]
- منسق معرض مركز حفظ التراث الثقافي عام 2004.
- صمم ونفذ العديد من النصب التذكارية منها نصب الشهيد في مخيم الدهيشة بارتفاع 18 مترًا من الحجر.[8]
- نفذ نصب في مدينة الخليل أقامه الرئيس الفلسطيني ياسر عرفات.
- عمل منسقًا لحملة التعبير الفني في مشروع «بيت لحم 2000».[9][10]

## أبرز معارضه المحلية
من أبرز معارضه المحلية في فلسطين:
| المعرض    | تفاصيل المعرض                                             |
| --------- | --------------------------------------------------------- |
| معرض 1987 | وهو أول معرض شخصي له، وقد أقيم عام 1987 في جامعة بيت لحم. |
| معرض 2000 | افتتح عام 2000، وهو بعنوان "تشكيل الطبيعة".               |
| معرض 2002 | أقيم في مدينة بيت لحم عام 2002، وهو بعنوان "صوت من بعيد". |
| معرض 2005 | بعنوان "تشكيل الطبيعة 2"، وافتتح عام 2005.                |

## أبرز معارضه الدولية
عرضت لوحاته في مجموعة من المعارض حول العالم، منها: بلده فلسطين، واليابان، وإيطاليا، وتونس، والسويد، وسويسرا، والنرويج، وفرنسا، وغيرها.
| المعرض                    | تفاصيل المعرض |
| ------------------------- | --- |
| معرض تونس 1989            | أقيم في الجمهورية التونسية عام 1989. |
| معرض اليابان 1991         | أقيم في اليابان عام 1991. |
| معرض إيطاليا 1992         | أقيم عام 1992 في إيطاليا. |
| مهرجان فلسطين الدولي 1994 | وجرى افتتاحه في النادي الكاثوليكي بمدينة بيت لحم. |
| مهرجان فلسطين الدولي 1996 | وعقد في مدينة بيت لحم. |
| معرض سويسرا               | وهو معرض خاص تحت عنوان "حقوق الطفل"، وقد أقيم في مدينة جنيف. |
| معرض السويد 1999          | أقيم في السويد عام 1999، حيث عرضت أعماله في عدد من المدن السويدية، أهمها: ستوكهولم، وغوتنبرغ، وكاترينا هولم، وألينسوس. |
| معرض فلسطين 2001          | وهو معرض شخصي له، أقيم في قرية أرطاس عام 2001، وحمل عنوان "نداء الأرض"، وقد تم افتتاح هذا المعرض برعاية قنصل فرنسا العام. |
| معرض فرنسا 2003           | وجرى في عدة مدن فرنسية تباعًا خلال نهاية عام 2003، وقد تخصص بأعمال الأطفال. |
| معرض فلسطين 2005          | أقيم في مدينة بيت لحم عام 2005، وقد عرض الفنان الزبيدي فيه 32 لوحة فنية من أعماله جسدت الحياة أيام الكنعانيين قبل سبعة آلاف عام، وافتتح المعرض القنصل السويدي العام، وقد جرى تمديد المعرض لعدة أيام أخرى بسبب الإقبال الكبير عليه. |

## أوسمة وجوائز
الزبيدي حاصل على عدد من الأوسمة والجوائز المحلية والدولية؛ منها الميدالية البرونزية النرويجية (FINN) في العاصمة أوسلو عام 1995.

## وفاته
توفي عدنان الزبيدي فجر يوم الأربعاء الموافق 4 أبريل 2007، إثر مرض عضال، وجرى تشييع جثمانه ودفنه في يوم الخميس الموافق 5 أبريل 2007.
ونعى رئيس دولة فلسطين محمود عباس الفنان عدنان الزبيدي، وقدم الرئيس عباس تعازيه قائلًا: «تلقينا ببالغ الألم وعميق الأسى، رحيل الفنان التشكيلي البارز المغفور له بإذنه تعالى، عدنان عبد اللطيف الزبيدي، أحد أبرز رواد الحركة التشكيلية الفلسطينية، الذي غيبه الموت بعد عمر حافل بالعطاء، كرسه لخدمة وطنه وشعبه، ومسيرة حافلة رسخ من خلالها الهوية الفلسطينية، ورفع فيها اسم فلسطين عاليًا من خلال أعماله ولوحاته الفنية القيّمة، التي أظهر فيها بشكل جلي هموم شعبنا الفلسطيني ومعاناته ونضاله المشروع، وعبّر عنها بفنه، واستطاع من خلالها إيصال قضيتنا العادلة إلى عمق الرأي العام العالمي، فكان رحمه الله خير سفير لشعبنا وقضيتنا العادلة في كل المحافل والميادين، وبرحيله تخسر الثقافة الفلسطينية علمًا بارزًا من أعلامها، وفنانًا تشكيليًا كبيرًا ومتميزًا».

## أول معرض له بعد وفاته
في 5 يونيو 2022 جرى إقامة معرض للوحات عدنان الزبيدي وذلك لأول مرة بعد وفاته قبل 15 عامًا من تاريخه، وذلك في مدينة بيت لحم بحضور لافت.

## وصلات خارجية
- صورة للفنان عدنان الزبيدي مع إحدى لوحاته، موقع أرشيف المتحف الفلسطيني.
- صورة لعدنان الزبيدي، موقع فلسطين في الذاكرة.
- أبرز أعمال الفنان عدنان الزبيدي، موقع أرشيف ملصق فلسطين.
- أعمال الفنان عدنان الزبيدي، موقع أرشيف المتحف الفلسطيني.
- لوحة لغسان كنفاني من رسم عدنان الزبيدي، موقع صحيفة الأخبار اللبنانية.
- الرئيس الفلسطيني محمود عباس يعزي برحيل الفنان التشكيلي البارز عدنان عبد اللطيف الزبيدي، 6 أبريل 2007.